# Philipotabanus pterographicus
Philipotabanus pterographicus är en tvåvingeart som först beskrevs av David Fairchild 1943.  Philipotabanus pterographicus ingår i släktet Philipotabanus och familjen bromsar. Inga underarter finns listade i Catalogue of Life.